# Radar Doppler

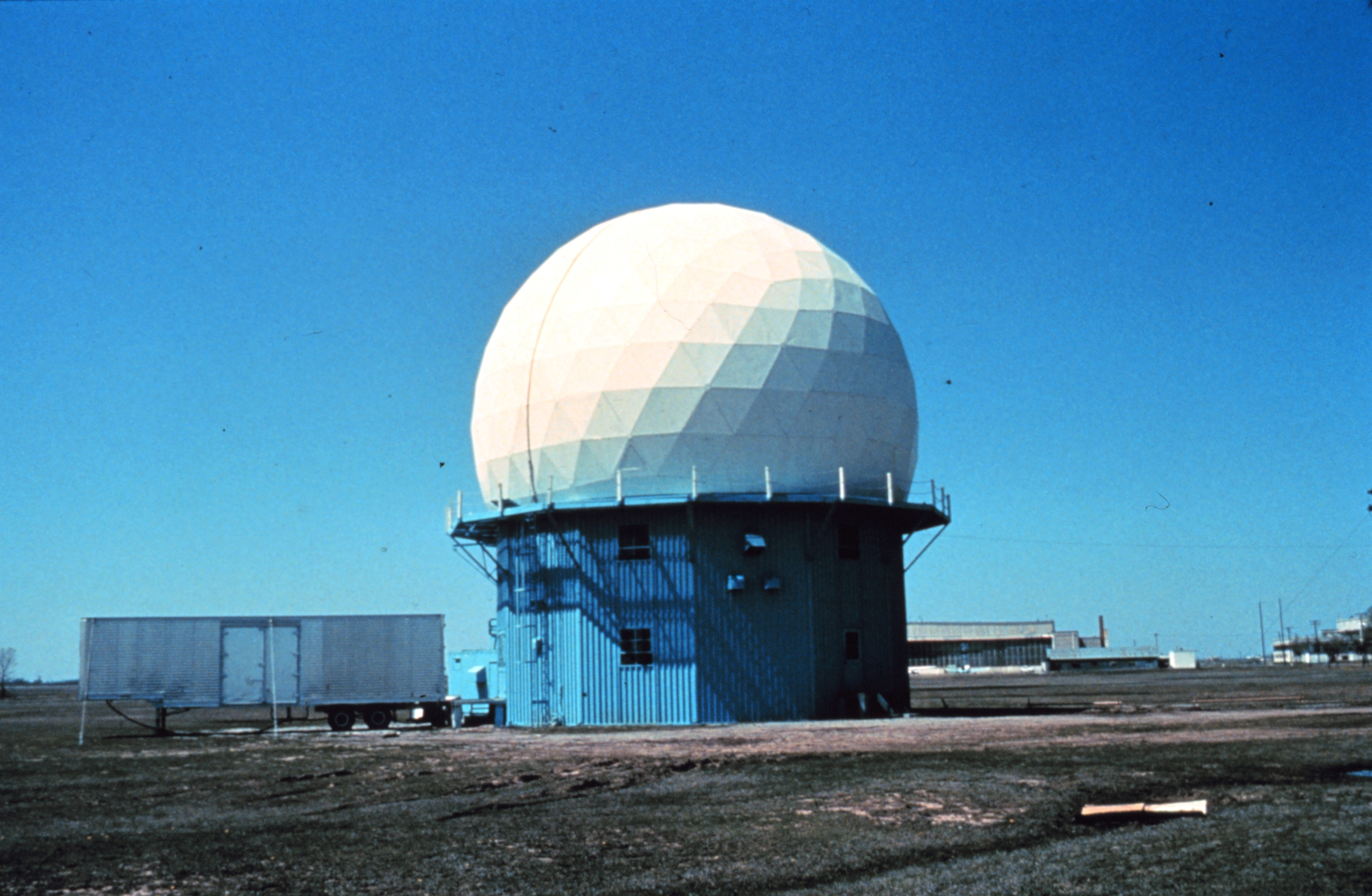
Il primo radar doppler meteorologico a Norman, Oklahoma

In telecomunicazioni il radar Doppler è un particolare tipo di radar che si basa sull'effetto di slittamento in frequenza, detto appunto effetto Doppler, del segnale ricevuto rispetto a quello irradiato/emesso. Esso è utilizzato per la misura della velocità radiale di un obbiettivo rispetto ad un sistema di riferimento.

## Descrizione
Questo slittamento viene definito come la differenza tra la frequenza ricevuta e quella trasmessa, cioè:
{\displaystyle f_{D}={f_{R}-f_{T}}}
Trascurando effetti del second'ordine, la frequenza Doppler è legata alla distanza del bersaglio R secondo la legge
{\displaystyle f_{D}=-{{2(dR(t)/dt)} \over {\lambda }}}
dove la lunghezza d'onda λ è data da
{\displaystyle \lambda ={{C} \over {f_{T}}}}
Siccome la frequenza trasmessa non è un unico valore, bisogna compiere una distinzione tra due casi: se si considera una banda stretta è sufficiente rimpiazzare la frequenza di trasmissione con quella del portatore, mentre per bande larghe sono necessari calcoli più complicati che includono l'allargamento della banda Doppler.
Lo slittamento doppler causato da oggetti in movimento permette di distinguere questi ultimi dai bersagli fissi, ma questa complicazione non sarebbe necessaria nei radar ad impulsi, perché sono in grado di compiere questa funzione semplicemente confrontando le diverse rilevazioni di scansioni successive (tale tecnica è chiamata  Moving Target Indicator MTI).
L'effetto Doppler, però, offre un altro notevole vantaggio: esso permette al radar di distinguere bersagli in movimento anche in presenza di oggetti fissi, i cui segnali d'eco siano notevolmente maggiori rispetto a quelli dovuti ai primi, poiché essi hanno eco in movimento con velocità relativa {\displaystyle v_{r}}, che subisce uno slittamento in frequenza {\displaystyle f_{d}={{2v_{r}} \over {\lambda }}}, dove λ è la lunghezza d'onda del segnale trasmesso (tale tecnica è chiamata  Moving Target Detector MTD). I bersagli fissi, invece, vengono chiamati clutter (dal verbo to clutter, far confusione).
La differenza con il radar a onda continua consiste nella presenza di un amplificatore di potenza e un modulatore che generi gli impulsi; una piccola parte della potenza di questo segnale è poi deviata nell'oscillatore per sostituire l'oscillatore locale. Sempre la medesima parte di segnale, inoltre, assume altre funzioni, agendo da riferimento coerente necessario a rivelare lo slittamento doppler; con il termine coerente si intende che si è mantenuta, nel segnale di riferimento, la stessa fase del segnale trasmesso.
Dunque si può notare che la presenza di questo segnale sia la caratteristica più peculiare di questo tipo di radar.